# Entacapone
L'entacapone è un farmaco utilizzato nel trattamento della malattia di Parkinson in grado di inibire l'attività delle catecol-metil-trasferasi (o COMT).

## Farmacocinetica
L'entacapone ha una bassa biodisponibilità per dispensazione orale; inoltre, a causa della brevissima emivita, si rende necessaria una plurisomministrazione giornaliera.

## Farmacodinamica
L'entacapone inibisce le COMT, proteine che fanno parte di un sistema enzimatico responsabile della degradazione delle catecolamine; in questo modo il farmaco è in grado di ostacolare la degradazione periferica della L-dopa, aumentandone l'emività e la concentrazione plasmatica, permettendo una stimolazione dopaminergica più intensa e duratura. Inoltre, diminuendo le fluttuazioni plasmatiche della L-dopa, l'utilizzo di entacapone consente di limitare i fenomeni discinetici.

## Effetti avversi
Gli effetti collaterali più frequenti sono:
- Discinesia
- Nausea
- Diarrea
- Dolori addominali
- Secchezza delle fauci